# Gottlieb Klumpp
Gottlieb Klumpp (* 7. Januar 1829 in Schwarzenberg; † 7. Februar 1918 in Gernsbach) war ein deutscher Waldbesitzer, Kaufmann und Mitglied des Deutschen Reichstags.

## Leben
Gottlieb Klumpp besuchte lateinische Schulen in Württemberg, unter anderem in Sulz. Er trat 1852 als Teilhaber von Casimir Rudolf Katz in die Holzhandlung Katz & Klumpp in Gernsbach ein, unternahm in diesem Zusammenhang umfangreiche Reisen und gehörte zu den Initiatoren der Murgtalbahn. Nach dem Tod Casimir Rudolf Katz’ 1880 zog sich Klumpp aus dem Unternehmen zurück, wurde Privatier und kümmerte er sich um seinen Waldbesitz. Er bewarb sich um Katz’ freigewordenes Reichstagsmandat und gewann im Juni 1880 die Nachwahl. Von 1880 bis 1890 war er Mitglied des Deutschen Reichstags für den Wahlkreis Baden 9 (Pforzheim, Durlach, Ettlingen, Gernsbach) und die Nationalliberale Partei.
Klumpp war Gemeinderat in Gernsbach, Mitglied der Handelskammer, des Eisenbahn- und Bezirksrats. In Gernsbach gibt es eine Gottlieb-Klumpp-Straße, in Baiersbronn-Schwarzenberg einen Gottlieb-Klumpp-Weg.